# Roland Gaillac
Pour les articles homonymes, voir Gaillac (homonymie).
Roland Gaillac est un rameur français né le 15 décembre 1966.

## Biographie
Roland Gaillac est médaillé d'argent en quatre sans barreur aux Mondiaux juniors de 1984 à Jönköping. Il est ensuite quatrième de la finale de huit poids légers aux Championnats du monde d'aviron 1987 à Copenhague avant de remporter la médaille de bronze en quatre de couple poids légers aux Championnats du monde d'aviron 1989 à Bled ainsi qu'aux Championnats du monde d'aviron 1991 à Vienne. Il termine sixième de la finale de quatre de couple poids légers aux Championnats du monde d'aviron 1992 à Montréal, quatrième de la finale à Roudnice en 1993, sixième aux Championnats du monde d'aviron 1994 à Indianapolis. 
Il termine 1 er des championnats de France bateaux courts en 1x 1992 a Cazaubon 